# ۱۰۶۰ (قمری)
۱۰۶۰ (قمری)، هزار و شصتمین سال در گاهشماری هجری قمری است. اول محرم این سال برابر با چهارم ژانویه سال ۱۶۵۰ میلادی است.

## وابسته
- ملا علاءالملک تونی